# Hicumabusi
A hicumabusi az unadon ételek egyik fajtája amely leginkább Aicsi prefektúrára jellemző, lokális ételkülönlegesség. Alapjában véve az unadon étel egy fajtája, amely egy tál fehér rizsen alapul, rajta grillezett angolnával. Bár az angolna szót rögtön a Sizuoka prefektúrában található Hamana-tóval kapcsolnánk össze, a legfőbb tenyésztési területe Aicsi prefektúra. Maga az étel nem tekint vissza nagy múltra, a Meidzsi-restauráció korában kezdték el felszolgálni, a 19. század második felében.

## Elkészítése
A hicumabusi, és a többi unadon étel elkészítésekor, az angolnát kabajaki módon grillezik. A halfilét egy édes szójaszósz alapú tare mártásba forgatják, majd faszenen karamellizálják. A filén a bőrt rajta hagyják és gőzölés nélkül bőrrel lefelé sütik meg.
A maradék tare szószt a rizsre öntik így az leszivárogva a rizsszemek között megízesítve az egész tál ételt.
Helyenként változóan néha őrölt szanso (japán paprikának nevezik, bár ez botanikailag nem helyes) bogyóval is megszórják.

## Fogyasztása
A hicumabusi annyiban különbözik a többi unadon ételtől, hogy fogyasztáskor nem egytálételként kezelik, hanem 4 különböző módon fogyasztják el az ételt.
1. Az ételt egy rizslapáttal 4 részre osztják.
2. A megosztott étel egynegyedét külön szedik és mindenféle feltét nélkül, úgy fogyasztják ahogy van.
3. A második negyedet fűszerezett hagymával, vaszabival, norival fogyasztják.
4. A harmadik negyedet dasival és szencsa zöldteával felöntve, ocsazukeként eszik.
5. A negyedik részt úgy fogyasztják ahogy a legjobban ízlett. 
Várostól, üzletektől függően a feltétek változhatnak, bizonyos helyeken az ételt csak 3 féle módon eszik.

## Variációk
Az unadon ételeknek 3 híresebb variációja van, de helytől függően saját specialitások is kialakulhatnak. 
Az unadzsu (mikor a hagyományos unadon ételt dzsubakoban, azaz lakkozott ételdobozban tálalják), a nagajaki (mikor az angolna és a rizs külön tálon van felszolgálva), és a hicumabusi.
A grillezett angolnának 2 fajtája van amely szintén változtathat az étel jellegén.  A Kanto régióban elterjedt stílus, mikor az angolnát megpárolják grillezés előtt ezáltal az angolna még puhább lesz. A másik fajta elkészítés a Kansai régiói stílus, ahol az angolnát gőzölés nélkül grillezik meg.

## Története
Az unadon volt az első fajtája a donburi ételeknek. A késői Edo korszakban találta fel, A Bunka era (1804-1818) idején, 
egy Imaszuke Okubo nevű ember Szakai-machiból (a mai Nihonbasi Ningjocso, Csuo-ku, Tokió területe). Hamar elterjedtté vált a szomszédságban is, ahol a Nakamura és Icsimura ház állt fent.
Az Onoja nevű üzlethelyiségben árusították egy darabig Fukijacsoban (Szakai-cso közelében) de feltehetőleg 1841-ben az épület leégett.
Majd 1844-ben a nagy éhínség idején elkezdték árulni egy hosszúkás Tenpo-sen pénzérméért és nagy hírnévre tett szert.
Ami az unadzsut illeti, ahol a rizs és az angolna dzsubako lakkozott dobozban van tálalva, 2 elmétel van a kialakulására. 
Az egyik szerint feltalálója Gihei aki egy édesvízi éttermet vezetett Sanjaban (Aszakusza, Tokió) melynek neve Funagi (később a Dzsubako néven ismert étterem utóda jelenleg is fennáll Aszakuszában).
Eszerint a verzió szerint az unadzsu már a késői Edo korszakban is megjelent, de van egy másik elmélet is. A másik elmélet arra alapoz hogy a dzsubako lakkozott doboz a Taiso era korba volt elterjedt és luxus cikknek számított.
Ebből adódóan az unadzsu mai napig drágább az unadonnál.